# Temporada 2018 de Fórmula 1
La temporada 2018 de Fórmula 1 va ser la 69.ª temporada del Campionat Mundial de Fórmula 1 de la història. Està organitzada sota l'auspici de la Federació Internacional d'Automobilisme (FIA).

## Escuderies i pilots
La següent taula mostra els pilots confirmats oficialment per les seves escuderies per al Mundial 2018 de Fórmula 1.
| Escuderia                                                   | Xassís      | Xassís | Motor                         | Neu. | Núm              | Pilots            | Sigles | Rondes | Pilots de proves                    |
| ----------------------------------------------------------- | ----------- | ------ | ----------------------------- | ---- | ---------------- | ----------------- | ------ | ------ | ----------------------------------- |
| Mercedes AMG Petronas Motorsport                            | Mercedes    | F1 W09 | Mercedes-AMG F1 M09 EQ Power+ |      | 44               | Lewis Hamilton    | HAM    | Totes  | Pascal Wehrlein George Russell      |
| Mercedes AMG Petronas Motorsport                            | Mercedes    | F1 W09 | Mercedes-AMG F1 M09 EQ Power+ | 77   | Valtteri Bottas  | BOT               | Totes  |        | Pascal Wehrlein George Russell      |
| Scuderia Ferrari                                            | Ferrari     | SF71H  | Ferrari 063                   |      | 5                | Sebastian Vettel  | VET    | Totes  | Antonio Giovinazzi Daniil Kvyat     |
| Scuderia Ferrari                                            | Ferrari     | SF71H  | Ferrari 063                   | 7    | Kimi Räikkönen   | RAI               | Totes  |        | Antonio Giovinazzi Daniil Kvyat     |
| Aston Martin Red Bull Racing                                | Red Bull    | RB14   | TAG Heuer R.I.18              |      | 3                | Daniel Ricciardo  | RIC    | Totes  | Jake Dennis                         |
| Aston Martin Red Bull Racing                                | Red Bull    | RB14   | TAG Heuer R.I.18              | 33   | Max Verstappen   | VER               | Totes  |        | Jake Dennis                         |
| Sahara Force Índia F1 Team Racing Point Force Índia F1 Team | Force Índia | VJM11  | Mercedes-AMG F1 M09 EQ Power+ |      | 11               | Sergio Pérez      | PER    | Totes  | Nicholas Latifi Nikita Mazepin      |
| Sahara Force Índia F1 Team Racing Point Force Índia F1 Team | Force Índia | VJM11  | Mercedes-AMG F1 M09 EQ Power+ | 31   | Esteban Ocon     | OCO               | Totes  |        | Nicholas Latifi Nikita Mazepin      |
| Williams Martini Racing                                     | Williams    | FW41   | Mercedes-AMG F1 M09 EQ Power+ |      | 18               | Lance Stroll      | STR    | Totes  | Robert Kubica Oliver Rowland        |
| Williams Martini Racing                                     | Williams    | FW41   | Mercedes-AMG F1 M09 EQ Power+ | 35   | Sergey Sirotkin  | SIR               | Totes  |        | Robert Kubica Oliver Rowland        |
| Renault Sport Formula One Team                              | Renault     | R.S.18 | Renault R.I.18                |      | 27               | Nico Hülkenberg   | HUL    | Totes  | Jack Aitken Artem Markelov          |
| Renault Sport Formula One Team                              | Renault     | R.S.18 | Renault R.I.18                | 55   | Carlos Sainz Jr. | SAI               | Totes  |        | Jack Aitken Artem Markelov          |
| Red Bull Toro Rosso Honda                                   | Toro Rosso  | STR13  | Honda RA618H                  |      | 10               | Pierre Gasly      | GAS    | Totes  | Sean Gelael                         |
| Red Bull Toro Rosso Honda                                   | Toro Rosso  | STR13  | Honda RA618H                  | 28   | Brendon Hartley  | HAR               | Totes  |        | Sean Gelael                         |
| Haas F1 Team                                                | Haas        | VF-18  | Ferrari 063                   |      | 8                | Romain Grosjean   | GRO    | Totes  |                                     |
| Haas F1 Team                                                | Haas        | VF-18  | Ferrari 063                   | 20   | Kevin Magnussen  | MAG               | Totes  |        |                                     |
| McLaren F1 Team                                             | McLaren     | MCL33  | Renault R.I.18                |      | 2                | Stoffel Vandoorne | VAN    | Totes  | Lando Norris                        |
| McLaren F1 Team                                             | McLaren     | MCL33  | Renault R.I.18                | 14   | Fernando Alonso  | ALO               | Totes  |        | Lando Norris                        |
| Alfa Romeo Sauber F1 Team                                   | Sauber      | C37    | Ferrari 063                   |      | 9                | Marcus Ericsson   | ERI    | Totes  | Antonio Giovinazzi Tatiana Calderón |
| Alfa Romeo Sauber F1 Team                                   | Sauber      | C37    | Ferrari 063                   | 16   | Charles Leclerc  | LEC               | Totes  |        | Antonio Giovinazzi Tatiana Calderón |

## Calendari de presentacions
| Escuderia   | Xassís | Imatge | Data         | Lloc                           |
| ----------- | ------ | ------ | ------------ | ------------------------------ |
| Haas        | VF-18  |        | 14 de febrer | En línia                       |
| Williams    | FW41   |        | 15 de febrer | Londres                        |
| Red Bull    | RB14   |        | 19 de febrer | En línia                       |
| Sauber      | C37    |        | 20 de febrer | En línia                       |
| Renault     | R.S.18 |        | 20 de febrer | En línia                       |
| Ferrari     | SF71H  |        | 22 de febrer | En línia                       |
| Mercedes    | F1 W09 |        | 22 de febrer | Circuit de Silverstone         |
| McLaren     | MCL33  |        | 23 de febrer | En línia                       |
| Force Índia | VJM11  |        | 26 de febrer | Circuit de Barcelona-Catalunya |
| Toro Rosso  | STR13  |        | 26 de febrer | Circuit de Barcelona-Catalunya |

## Pretemporada
Els test de pretemporada es disputaran en dues dates, del 26 de febrer a l'1 de març i del 6 al 9 de març. El circuit escollit, igual que en temporades passades, fou el Circuit de Barcelona-Catalunya, a Montmeló (Catalunya).
| Núm | Circuit                                           | Mapa del circuit   | Resultats    | Resultats        | Resultats | Resultats    | Resultats    | Resultats | Resultats |
| --- | ------------------------------------------------- | ------------------ | ------------ | ---------------- | --------- | ------------ | ------------ | --------- | --------- |
| 1   | Circuit de Barcelona-Catalunya Longitud: 4,627 km |                    | Data         | Data             | Pilot     | Escuderia    | Millor temps | Neu.      | Voltes    |
| 1   | Circuit de Barcelona-Catalunya Longitud: 4,627 km | Dia 1              | 26 de febrer | Daniel Ricciardo | Red Bull  | 1.20.179     | M            | 105       |           |
| 1   | Circuit de Barcelona-Catalunya Longitud: 4,627 km | Dia 2              | 27 de febrer | Sebastian Vettel | Ferrari   | 1.19.673     |              | 98        |           |
| 1   | Circuit de Barcelona-Catalunya Longitud: 4,627 km | Dia 3              | 28 de febrer | Fernando Alonso  | McLaren   | 2.18.545     | W            | 11        |           |
| 1   | Circuit de Barcelona-Catalunya Longitud: 4,627 km | Dia 4              | 1 de març    | Lewis Hamilton   | Mercedes  | 1.19.333     | M            | 69        |           |
| 1   | Circuit de Barcelona-Catalunya Longitud: 4,627 km | Resultats complets |              |                  |           |              |              |           |           |
| 2   | Circuit de Barcelona-Catalunya Longitud: 4,627 km | Data               | Data         | Pilot            | Escuderia | Millor temps | Neu.         | Voltes    |           |
| 2   | Circuit de Barcelona-Catalunya Longitud: 4,627 km | Dia 5              | 6 de març    | Sebastian Vettel | Ferrari   | 1.20.396     | M            | 171       |           |
| 2   | Circuit de Barcelona-Catalunya Longitud: 4,627 km | Dia 6              | 7 de març    | Daniel Ricciardo | Red Bull  | 1.18.047     | HS           | 165       |           |
| 2   | Circuit de Barcelona-Catalunya Longitud: 4,627 km | Dia 7              | 8 de març    | Sebastian Vettel | Ferrari   | 1.17.182     | HS           | 188       |           |
| 2   | Circuit de Barcelona-Catalunya Longitud: 4,627 km | Dia 8              | 9 de març    | Kimi Räikkönen   | Ferrari   | 1.17.221     | HS           | 157       |           |
| 2   | Circuit de Barcelona-Catalunya Longitud: 4,627 km | Resultats complets |              |                  |           |              |              |           |           |

## Calendari

Els països que acullen un Gran Premi estan acolorits de verd, amb la localització del circuit assenyalada amb un punt negre; els països que han acollit un Gran Premi alguna vegada estan acolorits de gris fosc.

| Ronda | Gran Premi                   | Circuit                                         | Data           |
| ----- | ---------------------------- | ----------------------------------------------- | -------------- |
| 1     | Gran Premi d'Austràlia       | Circuit d'Albert Park, Melbourne                | 25 de març     |
| 2     | Gran Premi de Bahrain        | Circuit Internacional de Bahrain, Sakhir        | 8 d'abril      |
| 3     | Gran Premi de la Xina        | Circuit Internacional de Xanghái, Xanghái       | 15 d'abril     |
| 4     | Gran Premi de l'Azerbaidjan  | Circuit de Bakú, Bakú                           | 29 d'abril     |
| 5     | Gran Premi d'Espanya         | Circuit de Barcelona-Catalunya, Montmeló        | 13 de maig     |
| 6     | Gran Premi de Mònaco         | Circuit de Mònaco, Montecarlo                   | 27 de maig     |
| 7     | Gran Premi del Canadà        | Circuit Gilles Villeneuve, Mont-real            | 10 de juny     |
| 8     | Gran Premi de França         | Circuit Paul Ricard, Le Castellet               | 24 de juny     |
| 9     | Gran Premi d'Àustria         | Red Bull Ring, Spielberg                        | 1 de juliol    |
| 10    | Gran Premi de Gran Bretanya  | Circuit de Silverstone, Silverstone             | 8 de juliol    |
| 11    | Gran Premi d'Alemanya        | Hockenheimring, Hockenheim                      | 22 de juliol   |
| 12    | Gran Premi d'Hongria         | Hungaroring, Budapest                           | 29 de juliol   |
| 13    | Gran Premi de Bèlgica        | Circuit de Spa-Francorchamps, Spa-Francorchamps | 26 d'agost     |
| 14    | Gran Premi d'Itàlia          | Autodromo Nazionale di Monza, Monza             | 2 de setembre  |
| 15    | Gran Premi de Singapur       | Circuit urbà de Marina Bay, Singapur            | 16 de setembre |
| 16    | Gran Premi de Rússia         | Autódrom de Sotxi, Sotxi                        | 30 de setembre |
| 17    | Gran Premi del Japó          | Circuit de Suzuka, Prefectura de Mie            | 7 d'octubre    |
| 18    | Gran Premi dels Estats Units | Circuit de les Amériques, Austin                | 21 d'octubre   |
| 19    | Gran Premi de Mèxic          | Autódrom Germans Rodríguez, Ciutat de Mèxic     | 28 d'octubre   |
| 20    | Gran Premi de Brasil         | Autódrom José Carlos Pace, São Paulo            | 11 de novembre |
| 21    | Gran Premi d'Abu Dhabi       | Circuit Yas Marina, Illa Yas, Abu Dhabi         | 25 de novembre |

- Font: f1aldia.com[50]

## Canvis

### Canvis en circuits
- Deu anys després, va tornar el Gran Premi de França al calendari de Fórmula 1 després de la seva última edició disputada l'any 2008 a Magny-Cours, i tornant al Circuit Paul Ricard que no disputava un Gran Premi des de 1990.[51][52]
- Després d'un any d'absència torna el Gran Premi d'Alemanya al calendari de Fórmula 1, que es disputarà a Hockenheimring.[52]
- A partir d'aquesta temporada, no es disputarà el Gran Premi de Malàisia.[53]
- Després que la temporada 2016 i 2017 es disputés a l'inici de la temporada, el Gran Premi de Rússia ocuparà la vacant que deixa el Gran Premi de Malàisia.[54]
- El Gran Premi de l'Azerbaidjan es va disputar a la part inicial de la temporada després de l'arribada del Gran Premi de França.[55]

### Canvis de pilots
- A causa de l'acord a 5 bandes entre McLaren, Renault, Toro Rosso, Red Bull i Honda, Carlos Sainz Jr. deixarà la Scuderia Toro Rosso per pilotar en el 2018 per a l'equip Renault.[56]
- Felipe Massa es va retirar definitivament de la categoria.[57]
- Charles Leclerc, campió de Fórmula 2 de l'any 2017, substitueix a Pascal Wehrlein com a pilot de Sauber.[58]
- Pascal Wehrlein no va renovar amb Sauber però és tercer pilot de Mercedes.[59]
- Daniil Kvyat va deixar l'equip de Red Bull per ocupar el tercer seient de la Scuderia Ferrari.[8]
- Lando Norris ocupa el seient de tercer pilot de McLaren, que va ocupar Jenson Button en 2017.[32]
- Sergey Sirotkin ocupa la vacant que deixa Felipe Massa a Williams i Robert Kubica va tornar a la Fórmula 1 com a tercer pilot de l'equip Williams.[22]
- Jack Aitken és pilot de reserva i Artem Markelov pilot de desenvolupament de Renault.[25]
- Antonio Giovinazzi i Tatiana Calderón són pilots de proves de Sauber.[36][37]

### Canvis de motors
- McLaren va deixar els motors Honda per usar els nous de Renault.[60]
- Toro Rosso deixa els motors Renault per usar els de Honda.[61]

### Canvis tècnics
- Es va reduir el nombre màxim de motors que es poden utilitzar durant la temporada de 4 a 3. A partir del tercer motor se sofreixen penalitzacions en graella, no obstant això, si es canvia més d'un motor en el mateix Gran Premi, amb les penalitzacions corresponents, només es podrà muntar en les següents l'última unitat usada.[62]
- Es va introduir el sistema de seguretat Halo.[63]
- Es va eliminar l'aleta de tauró i el T-wing en els monoplaces.[64]
- Els cotxes porten més referències del pilot que condueix el monoplaça com el seu nombre més gran, la bandera de la seva nacionalitat i/o l'abreujament del seu nom, per poder ser identificats amb més claredat pels afeccionats.[65]
- Es va augmentar el nombre màxim de pneumàtics que es poden utilitzar durant carreres de 5 a 7.
- A causa dels pneumàtics tous i de pluja de 2017, Pirelli va afegir 2 pneumàtics més: el hipertou i el superdur.[66]
- Es van introduir els guants biomètrics.[67]

### Canvis d'escuderies
Per raons comercials, els següents equips canvien el seu nom:
- Red Bull Racing va canviar el seu nom a Aston Martin Red Bull Racing.[10]
- Sauber F1 Team va canviar el seu nom a Alfa Romeo Sauber F1 Team.[34]
- Scuderia Toro Rosso va canviar el seu nom a Red Bull Toro Rosso Honda.[68]
- A partir del Gran Premi de Bèlgica, Sahara Force India deixa d'existir i es crea una nova escuderia anomenada Racing Point Force India a l'efectuarse la compra de la escuderia pel consorci de Lawrence Stroll, per la que Sahara Force India perd la totalitat dels seus punts en el campionat de constructors.[69]

### Altres canvis
- A partir d'aquest any els horaris de les carreres europees arrenquen a les 15.10 hores, és a dir, una hora i deu minuts més tard del tradicional, excepte el Gran Premi de França on la carrera va arrencar a les 16.10 hores per no superposar-se amb una trobada de la Copa Mundial de Futbol 2018.[70][71]
- Es van eliminar les hostesses de les graelles de sortida, sent reemplaçades per nens, pertanyents a clubs automobilístics locals.[72]

## Pneumàtics
Ordenats de menor a major durabilitat, alhora que de major a menor adherència.
| Nom del compost | Color | Color | Banda de rodadura | Condicions de circulació | Tipus del compost | Adherència                        | Durabilitat                        |
| --------------- | ----- | ----- | ----------------- | ------------------------ | ----------------- | --------------------------------- | ---------------------------------- |
| Híper tou       | HS    |       | Llis              | Sec                      | Tou               | 7 - Adherència molt alta          | 1 - Durabilitat més baixa          |
| Ultra tou       | US    |       | Llis              | Sec                      | Tou / Mitjà       | 6 - Adherència alta               | 2 - Durabilitat baixa              |
| Súper tou       | SS    |       | Llis              | Sec                      | Tou / Mitjà / Dur | 5 - Adherència lleugerament alta  | 3 - Durabilitat lleugerament baixa |
| Tou             |       |       | Llis              | Sec                      | Tou / Mitjà / Dur | 4 - Adherència mitjana            | 4 - Durabilitat mitjana            |
| Mitjà           | M     |       | Llis              | Sec                      | Mitjà / Dur       | 3 - Adherència lleugerament baixa | 5 - Durabilitat lleugerament alta  |
| Dur             | H     |       | Llis              | Sec                      | Dur               | 2 - Adherència baixa              | 6 - Durabilitat alta               |
| Súper dur       | SH    |       | Llis              | Sec                      | Dur               | 1 - Adherència molt baixa         | 7 - Durabilitat més alta           |
| Intermedi       | I     |       | Canals            | Mullat                   | Intermedi         |                                   |                                    |
| De pluja        | W     |       | Canales           | Mullat                   | De pluja          |                                   |                                    |

### Per carrera
| Compost   | AUS | BHR | CHN | AZE | ESP | MON | CAN | FRA | AUT | GBR | GER | HUN | BEL | ITA | SIN | RUS | JPN | USA | MEX | BRA | ABU |
| --------- | --- | --- | --- | --- | --- | --- | --- | --- | --- | --- | --- | --- | --- | --- | --- | --- | --- | --- | --- | --- | --- |
| Tou       | US  | SS  | US  | US  | SS  | HS  | HS  | US  | US  | S   | US  | US  | SS  | SS  | HS  | HS  | SS  | US  | HS  | SS  | HS  |
| Mitjà     | SS  | S   | S   | SS  | S   | US  | US  | SS  | SS  | M   | S   | S   | S   | S   | US  | US  | S   | SS  | US  | S   | US  |
| Dur       | S   | M   | M   | S   | M   | SS  | SS  | S   | S   | H   | M   | M   | M   | M   | S   | S   | M   | S   | SS  | M   | SS  |
| Intermedi | I   | I   | I   | I   | I   | I   | I   | I   | I   | I   | I   | I   | I   | I   | I   | I   | I   | I   | I   | I   | I   |
| De pluja  | W   | W   | W   | W   | W   | W   | W   | W   | W   | W   | W   | W   | W   | W   | W   | W   | W   | W   | W   | W   | W   |

## Resultats per Gran Premi
| Ronda | Data                          | Gran Premi | Mapa del Circuit    | Resultats        | Resultats        | Resultats        | Resultats        |
| ----- | ----------------------------- | --- | ------------------- | ---------------- | ---------------- | ---------------- | ---------------- |
| 1     | 23, 24 i 25 de març           | Gran Premi d'Austràlia Circuit d'Albert Park Longitud: 307,574 km Voltes: 58 Guanyador 2017: Sebastian Vettel - Ferrari            |                     | Lliures 1        | Lewis Hamilton   | Guanyador        | Sebastian Vettel |
| 1     | 23, 24 i 25 de març           | Gran Premi d'Austràlia Circuit d'Albert Park Longitud: 307,574 km Voltes: 58 Guanyador 2017: Sebastian Vettel - Ferrari            | Lliures 2           | Lewis Hamilton   | 2n lloc          | Lewis Hamilton   |                  |
| 1     | 23, 24 i 25 de març           | Gran Premi d'Austràlia Circuit d'Albert Park Longitud: 307,574 km Voltes: 58 Guanyador 2017: Sebastian Vettel - Ferrari            | Lliures 3           | Sebastian Vettel | 3r lloc          | Kimi Räikkönen   |                  |
| 1     | 23, 24 i 25 de març           | Gran Premi d'Austràlia Circuit d'Albert Park Longitud: 307,574 km Voltes: 58 Guanyador 2017: Sebastian Vettel - Ferrari            | Pole position       | Lewis Hamilton   | Volta ràpida     | Daniel Ricciardo |                  |
| 1     | 23, 24 i 25 de març           | Gran Premi d'Austràlia Circuit d'Albert Park Longitud: 307,574 km Voltes: 58 Guanyador 2017: Sebastian Vettel - Ferrari            | Resultats complerts |                  |                  |                  |                  |
| 2     | 6, 7 i 8 d'abril              | Gran Premi de Bahrain Circuit Internacional de Bahrain Longitud: 308,238 km Vueltas: 57 Guanyador 2017: Sebastian Vettel - Ferrari |                     | Lliures 1        | Daniel Ricciardo | Guanyador        | Sebastian Vettel |
| 2     | 6, 7 i 8 d'abril              | Gran Premi de Bahrain Circuit Internacional de Bahrain Longitud: 308,238 km Vueltas: 57 Guanyador 2017: Sebastian Vettel - Ferrari | Lliures 2           | Kimi Räikkönen   | 2n lloc          | Valtteri Bottas  |                  |
| 2     | 6, 7 i 8 d'abril              | Gran Premi de Bahrain Circuit Internacional de Bahrain Longitud: 308,238 km Vueltas: 57 Guanyador 2017: Sebastian Vettel - Ferrari | Lliures 3           | Kimi Räikkönen   | 3r lloc          | Lewis Hamilton   |                  |
| 2     | 6, 7 i 8 d'abril              | Gran Premi de Bahrain Circuit Internacional de Bahrain Longitud: 308,238 km Vueltas: 57 Guanyador 2017: Sebastian Vettel - Ferrari | Pole position       | Sebastian Vettel | Volta ràpida     | Valtteri Bottas  |                  |
| 2     | 6, 7 i 8 d'abril              | Gran Premi de Bahrain Circuit Internacional de Bahrain Longitud: 308,238 km Vueltas: 57 Guanyador 2017: Sebastian Vettel - Ferrari | Resultats complerts |                  |                  |                  |                  |
| 3     | 13, 14 i 15 d'abril           | Gran Premi de la Xina Circuit Internacional de Xangai Longitud: 305,066 km Voltes: 56 Guanyador 2017: Lewis Hamilton - Mercedes    |                     | Lliures 1        | Lewis Hamilton   | Guanyador        | Daniel Ricciardo |
| 3     | 13, 14 i 15 d'abril           | Gran Premi de la Xina Circuit Internacional de Xangai Longitud: 305,066 km Voltes: 56 Guanyador 2017: Lewis Hamilton - Mercedes    | Lliures 2           | Lewis Hamilton   | 2n lloc          | Valtteri Bottas  |                  |
| 3     | 13, 14 i 15 d'abril           | Gran Premi de la Xina Circuit Internacional de Xangai Longitud: 305,066 km Voltes: 56 Guanyador 2017: Lewis Hamilton - Mercedes    | Lliures 3           | Sebastian Vettel | 3r lloc          | Kimi Räikkönen   |                  |
| 3     | 13, 14 i 15 d'abril           | Gran Premi de la Xina Circuit Internacional de Xangai Longitud: 305,066 km Voltes: 56 Guanyador 2017: Lewis Hamilton - Mercedes    | Pole position       | Sebastian Vettel | Volta ràpida     | Daniel Ricciardo |                  |
| 3     | 13, 14 i 15 d'abril           | Gran Premi de la Xina Circuit Internacional de Xangai Longitud: 305,066 km Voltes: 56 Guanyador 2017: Lewis Hamilton - Mercedes    | Resultats complerts |                  |                  |                  |                  |
| 4     | 27, 28 i 29 d'abril           | Gran Premi d'Azerbaijan Circuit urbà de Bakú Longitud: 306.051 km Voltes: 51 Guanyador 2017: Daniel Ricciardo - Red Bull           |                     | Lliures 1        | Valtteri Bottas  | Guanyador        | Lewis Hamilton   |
| 4     | 27, 28 i 29 d'abril           | Gran Premi d'Azerbaijan Circuit urbà de Bakú Longitud: 306.051 km Voltes: 51 Guanyador 2017: Daniel Ricciardo - Red Bull           | Lliures 2           | Daniel Ricciardo | 2n lloc          | Kimi Räikkönen   |                  |
| 4     | 27, 28 i 29 d'abril           | Gran Premi d'Azerbaijan Circuit urbà de Bakú Longitud: 306.051 km Voltes: 51 Guanyador 2017: Daniel Ricciardo - Red Bull           | Lliures 3           | Sebastian Vettel | 3r lloc          | Sergio Pérez     |                  |
| 4     | 27, 28 i 29 d'abril           | Gran Premi d'Azerbaijan Circuit urbà de Bakú Longitud: 306.051 km Voltes: 51 Guanyador 2017: Daniel Ricciardo - Red Bull           | Pole position       | Sebastian Vettel | Volta ràpida     | Valtteri Bottas  |                  |
| 4     | 27, 28 i 29 d'abril           | Gran Premi d'Azerbaijan Circuit urbà de Bakú Longitud: 306.051 km Voltes: 51 Guanyador 2017: Daniel Ricciardo - Red Bull           | Resultats complerts |                  |                  |                  |                  |
| 5     | 11, 12 i 13 de maig           | Gran Premi d'Espanya Circuit de Barcelona-Catalunya Longitud: 307,104 km Voltes: 66 Guanyador 2017: Lewis Hamilton - Mercedes      |                     | Lliures 1        | Valtteri Bottas  | Guanyador        | Lewis Hamilton   |
| 5     | 11, 12 i 13 de maig           | Gran Premi d'Espanya Circuit de Barcelona-Catalunya Longitud: 307,104 km Voltes: 66 Guanyador 2017: Lewis Hamilton - Mercedes      | Lliures 2           | Lewis Hamilton   | 2n lloc          | Valtteri Bottas  |                  |
| 5     | 11, 12 i 13 de maig           | Gran Premi d'Espanya Circuit de Barcelona-Catalunya Longitud: 307,104 km Voltes: 66 Guanyador 2017: Lewis Hamilton - Mercedes      | Lliures 3           | Lewis Hamilton   | 3r lloc          | Max Verstappen   |                  |
| 5     | 11, 12 i 13 de maig           | Gran Premi d'Espanya Circuit de Barcelona-Catalunya Longitud: 307,104 km Voltes: 66 Guanyador 2017: Lewis Hamilton - Mercedes      | Pole position       | Lewis Hamilton   | Volta ràpida     | Daniel Ricciardo |                  |
| 5     | 11, 12 i 13 de maig           | Gran Premi d'Espanya Circuit de Barcelona-Catalunya Longitud: 307,104 km Voltes: 66 Guanyador 2017: Lewis Hamilton - Mercedes      | Resultats complerts |                  |                  |                  |                  |
| 6     | 24, 26 i 27 de maig           | Gran Premi de Mònaco Circuit de Montecarlo Longitud: 260,520 km Voltes: 78 Guanyador 2017: Sebastian Vettel - Ferrari              |                     | Lliures 1        | Daniel Ricciardo | Guanyador        | Daniel Ricciardo |
| 6     | 24, 26 i 27 de maig           | Gran Premi de Mònaco Circuit de Montecarlo Longitud: 260,520 km Voltes: 78 Guanyador 2017: Sebastian Vettel - Ferrari              | Lliures 2           | Daniel Ricciardo | 2n lloc          | Sebastian Vettel |                  |
| 6     | 24, 26 i 27 de maig           | Gran Premi de Mònaco Circuit de Montecarlo Longitud: 260,520 km Voltes: 78 Guanyador 2017: Sebastian Vettel - Ferrari              | Lliures 3           | Daniel Ricciardo | 3r lloc          | Lewis Hamilton   |                  |
| 6     | 24, 26 i 27 de maig           | Gran Premi de Mònaco Circuit de Montecarlo Longitud: 260,520 km Voltes: 78 Guanyador 2017: Sebastian Vettel - Ferrari              | Pole position       | Daniel Ricciardo | Volta ràpida     | Max Verstappen   |                  |
| 6     | 24, 26 i 27 de maig           | Gran Premi de Mònaco Circuit de Montecarlo Longitud: 260,520 km Voltes: 78 Guanyador 2017: Sebastian Vettel - Ferrari              | Resultats complerts |                  |                  |                  |                  |
| 7     | 8, 9 i 10 de juny             | Gran Premi del Canadà Circuit Gilles Villeneuve Longitud: 305,270 km Voltes: 70 Guanyador 2017: Lewis Hamilton - Mercedes          |                     | Lliures 1        | Max Verstappen   | Guanyador        | Sebastian Vettel |
| 7     | 8, 9 i 10 de juny             | Gran Premi del Canadà Circuit Gilles Villeneuve Longitud: 305,270 km Voltes: 70 Guanyador 2017: Lewis Hamilton - Mercedes          | Lliures 2           | Max Verstappen   | 2n lloc          | Valtteri Bottas  |                  |
| 7     | 8, 9 i 10 de juny             | Gran Premi del Canadà Circuit Gilles Villeneuve Longitud: 305,270 km Voltes: 70 Guanyador 2017: Lewis Hamilton - Mercedes          | Lliures 3           | Max Verstappen   | 3r lloc          | Max Verstappen   |                  |
| 7     | 8, 9 i 10 de juny             | Gran Premi del Canadà Circuit Gilles Villeneuve Longitud: 305,270 km Voltes: 70 Guanyador 2017: Lewis Hamilton - Mercedes          | Pole position       | Sebastian Vettel | Volta ràpida     | Max Verstappen   |                  |
| 7     | 8, 9 i 10 de juny             | Gran Premi del Canadà Circuit Gilles Villeneuve Longitud: 305,270 km Voltes: 70 Guanyador 2017: Lewis Hamilton - Mercedes          | Resultats complerts |                  |                  |                  |                  |
| 8     | 22, 23 i 24 de juny           | Gran Premi de França Circuit de Paul Ricard Longitud: 309,626 km Voltes: 53 Guanyador 2017: No es va disputar                      |                     | Lliures 1        | Lewis Hamilton   | Guanyador        | Lewis Hamilton   |
| 8     | 22, 23 i 24 de juny           | Gran Premi de França Circuit de Paul Ricard Longitud: 309,626 km Voltes: 53 Guanyador 2017: No es va disputar                      | Lliures 2           | Lewis Hamilton   | 2n lloc          | Max Verstappen   |                  |
| 8     | 22, 23 i 24 de juny           | Gran Premi de França Circuit de Paul Ricard Longitud: 309,626 km Voltes: 53 Guanyador 2017: No es va disputar                      | Lliures 3           | Valtteri Bottas  | 3r lloc          | Kimi Räikkönen   |                  |
| 8     | 22, 23 i 24 de juny           | Gran Premi de França Circuit de Paul Ricard Longitud: 309,626 km Voltes: 53 Guanyador 2017: No es va disputar                      | Pole position       | Lewis Hamilton   | Volta ràpida     | Valtteri Bottas  |                  |
| 8     | 22, 23 i 24 de juny           | Gran Premi de França Circuit de Paul Ricard Longitud: 309,626 km Voltes: 53 Guanyador 2017: No es va disputar                      | Resultats complerts |                  |                  |                  |                  |
| 9     | 29 i 30 de juny i 1 de juliol | Gran Premi d'Àustria Red Bull Ring Longitud: 302,330 km Voltes: 71 Guanyador 2017: Valtteri Bottas - Mercedes                      |                     | Lliures 1        | Lewis Hamilton   | Guanyador        | Max Verstappen   |
| 9     | 29 i 30 de juny i 1 de juliol | Gran Premi d'Àustria Red Bull Ring Longitud: 302,330 km Voltes: 71 Guanyador 2017: Valtteri Bottas - Mercedes                      | Lliures 2           | Lewis Hamilton   | 2n lloc          | Kimi Räikkönen   |                  |
| 9     | 29 i 30 de juny i 1 de juliol | Gran Premi d'Àustria Red Bull Ring Longitud: 302,330 km Voltes: 71 Guanyador 2017: Valtteri Bottas - Mercedes                      | Lliures 3           | Sebastian Vettel | 3r lloc          | Sebastian Vettel |                  |
| 9     | 29 i 30 de juny i 1 de juliol | Gran Premi d'Àustria Red Bull Ring Longitud: 302,330 km Voltes: 71 Guanyador 2017: Valtteri Bottas - Mercedes                      | Pole position       | Valtteri Bottas  | Volta ràpida     | Kimi Räikkönen   |                  |
| 9     | 29 i 30 de juny i 1 de juliol | Gran Premi d'Àustria Red Bull Ring Longitud: 302,330 km Voltes: 71 Guanyador 2017: Valtteri Bottas - Mercedes                      | Resultats complerts |                  |                  |                  |                  |
| 10    | 6, 7 i 8 de juliol            | Gran Premi de la Gran Bretanya Circuit de Silverstone Longitud: 306,227 km Voltes: 52 Guanyador 2017: Lewis Hamilton - Mercedes    |                     | Lliures 1        | Lewis Hamilton   | Guanyador        | Sebastian Vettel |
| 10    | 6, 7 i 8 de juliol            | Gran Premi de la Gran Bretanya Circuit de Silverstone Longitud: 306,227 km Voltes: 52 Guanyador 2017: Lewis Hamilton - Mercedes    | Lliures 2           | Sebastian Vettel | 2n lloc          | Lewis Hamilton   |                  |
| 10    | 6, 7 i 8 de juliol            | Gran Premi de la Gran Bretanya Circuit de Silverstone Longitud: 306,227 km Voltes: 52 Guanyador 2017: Lewis Hamilton - Mercedes    | Lliures 3           | Lewis Hamilton   | 3r lloc          | Kimi Räikkönen   |                  |
| 10    | 6, 7 i 8 de juliol            | Gran Premi de la Gran Bretanya Circuit de Silverstone Longitud: 306,227 km Voltes: 52 Guanyador 2017: Lewis Hamilton - Mercedes    | Pole position       | Lewis Hamilton   | Volta ràpida     | Sebastian Vettel |                  |
| 10    | 6, 7 i 8 de juliol            | Gran Premi de la Gran Bretanya Circuit de Silverstone Longitud: 306,227 km Voltes: 52 Guanyador 2017: Lewis Hamilton - Mercedes    | Resultats complerts |                  |                  |                  |                  |
| 11    | 20, 21 i 22 de juliol         | Gran Premi d'Alemanya Circuit de Hockenheimring Longitud: 306,458 km Voltes: 67 Guanyador 2017: No es va disputar                  |                     | Lliures 1        | Daniel Ricciardo | Guanyador        | Lewis Hamilton   |
| 11    | 20, 21 i 22 de juliol         | Gran Premi d'Alemanya Circuit de Hockenheimring Longitud: 306,458 km Voltes: 67 Guanyador 2017: No es va disputar                  | Lliures 2           | Max Verstappen   | 2n lloc          | Valtteri Bottas  |                  |
| 11    | 20, 21 i 22 de juliol         | Gran Premi d'Alemanya Circuit de Hockenheimring Longitud: 306,458 km Voltes: 67 Guanyador 2017: No es va disputar                  | Lliures 3           | Charles Leclerc  | 3r lloc          | Kimi Räikkönen   |                  |
| 11    | 20, 21 i 22 de juliol         | Gran Premi d'Alemanya Circuit de Hockenheimring Longitud: 306,458 km Voltes: 67 Guanyador 2017: No es va disputar                  | Pole position       | Sebastian Vettel | Volta ràpida     | Lewis Hamilton   |                  |
| 11    | 20, 21 i 22 de juliol         | Gran Premi d'Alemanya Circuit de Hockenheimring Longitud: 306,458 km Voltes: 67 Guanyador 2017: No es va disputar                  | Resultats complerts |                  |                  |                  |                  |
| 12    | 27, 28 i 29 de juliol         | Gran Premi d'Hongria Circuit d'Hungaroring Longitud: 306,630 km Voltes: 70 Guanyador 2017: Sebastian Vettel - Ferrari              |                     | Lliures 1        | Daniel Ricciardo | Guanyador        | Lewis Hamilton   |
| 12    | 27, 28 i 29 de juliol         | Gran Premi d'Hongria Circuit d'Hungaroring Longitud: 306,630 km Voltes: 70 Guanyador 2017: Sebastian Vettel - Ferrari              | Lliures 2           | Sebastian Vettel | 2n lloc          | Sebastian Vettel |                  |
| 12    | 27, 28 i 29 de juliol         | Gran Premi d'Hongria Circuit d'Hungaroring Longitud: 306,630 km Voltes: 70 Guanyador 2017: Sebastian Vettel - Ferrari              | Lliures 3           | Sebastian Vettel | 3r lloc          | Kimi Räikkönen   |                  |
| 12    | 27, 28 i 29 de juliol         | Gran Premi d'Hongria Circuit d'Hungaroring Longitud: 306,630 km Voltes: 70 Guanyador 2017: Sebastian Vettel - Ferrari              | Pole position       | Lewis Hamilton   | Volta ràpida     | Daniel Ricciardo |                  |
| 12    | 27, 28 i 29 de juliol         | Gran Premi d'Hongria Circuit d'Hungaroring Longitud: 306,630 km Voltes: 70 Guanyador 2017: Sebastian Vettel - Ferrari              | Resultats complerts |                  |                  |                  |                  |
| 13    | 24, 25 i 26 d'agost           | Gran Premi de Bèlgica Circuit de Spa-Francorchamps Longitud: 308,052 km Voltes: 44 Guanyador 2017: Lewis Hamilton - Mercedes       |                     | Lliures 1        | Sebastian Vettel | Guanyador        | Sebastian Vettel |
| 13    | 24, 25 i 26 d'agost           | Gran Premi de Bèlgica Circuit de Spa-Francorchamps Longitud: 308,052 km Voltes: 44 Guanyador 2017: Lewis Hamilton - Mercedes       | Lliures 2           | Kimi Räikkönen   | 2n lloc          | Sebastian Vettel |                  |
| 13    | 24, 25 i 26 d'agost           | Gran Premi de Bèlgica Circuit de Spa-Francorchamps Longitud: 308,052 km Voltes: 44 Guanyador 2017: Lewis Hamilton - Mercedes       | Lliures 3           | Sebastian Vettel | 3r lloc          | Max Verstappen   |                  |
| 13    | 24, 25 i 26 d'agost           | Gran Premi de Bèlgica Circuit de Spa-Francorchamps Longitud: 308,052 km Voltes: 44 Guanyador 2017: Lewis Hamilton - Mercedes       | Pole position       | Lewis Hamilton   | Volta ràpida     | Valtteri Bottas  |                  |
| 13    | 24, 25 i 26 d'agost           | Gran Premi de Bèlgica Circuit de Spa-Francorchamps Longitud: 308,052 km Voltes: 44 Guanyador 2017: Lewis Hamilton - Mercedes       | Resultats complerts |                  |                  |                  |                  |
| 14    | 31 d'agost, 1 i 2 de setembre | Gran Premi d'Itàlia Autodromo Nazionale di Monza Longitud: 306,720 km Voltes: 53 Guanyador 2017: Lewis Hamilton - Mercedes         |                     | Lliures 1        | Sergio Pérez     | Guanyador        | Lewis Hamilton   |
| 14    | 31 d'agost, 1 i 2 de setembre | Gran Premi d'Itàlia Autodromo Nazionale di Monza Longitud: 306,720 km Voltes: 53 Guanyador 2017: Lewis Hamilton - Mercedes         | Lliures 2           | Sebastian Vettel | 2n lloc          | Kimi Räikkönen   |                  |
| 14    | 31 d'agost, 1 i 2 de setembre | Gran Premi d'Itàlia Autodromo Nazionale di Monza Longitud: 306,720 km Voltes: 53 Guanyador 2017: Lewis Hamilton - Mercedes         | Lliures 3           | Sebastian Vettel | 3r lloc          | Valtteri Bottas  |                  |
| 14    | 31 d'agost, 1 i 2 de setembre | Gran Premi d'Itàlia Autodromo Nazionale di Monza Longitud: 306,720 km Voltes: 53 Guanyador 2017: Lewis Hamilton - Mercedes         | Pole position       | Kimi Räikkönen   | Volta ràpida     | Lewis Hamilton   |                  |
| 14    | 31 d'agost, 1 i 2 de setembre | Gran Premi d'Itàlia Autodromo Nazionale di Monza Longitud: 306,720 km Voltes: 53 Guanyador 2017: Lewis Hamilton - Mercedes         | Resultats complerts |                  |                  |                  |                  |
| 15    | 14, 15 i 16 de setembre       | Gran Premi de Singapur Circuit urbà de Marina Bay Longitud: 308,828 km Voltes: 61 Guanyador 2017: Lewis Hamilton - Mercedes        |                     | Lliures 1        | Daniel Ricciardo | Guanyador        | Lewis Hamilton   |
| 15    | 14, 15 i 16 de setembre       | Gran Premi de Singapur Circuit urbà de Marina Bay Longitud: 308,828 km Voltes: 61 Guanyador 2017: Lewis Hamilton - Mercedes        | Lliures 2           | Kimi Räikkönen   | 2n lloc          | Max Verstappen   |                  |
| 15    | 14, 15 i 16 de setembre       | Gran Premi de Singapur Circuit urbà de Marina Bay Longitud: 308,828 km Voltes: 61 Guanyador 2017: Lewis Hamilton - Mercedes        | Lliures 3           | Sebastian Vettel | 3r lloc          | Sebastian Vettel |                  |
| 15    | 14, 15 i 16 de setembre       | Gran Premi de Singapur Circuit urbà de Marina Bay Longitud: 308,828 km Voltes: 61 Guanyador 2017: Lewis Hamilton - Mercedes        | Pole position       | Lewis Hamilton   | Volta ràpida     | Kevin Magnussen  |                  |
| 15    | 14, 15 i 16 de setembre       | Gran Premi de Singapur Circuit urbà de Marina Bay Longitud: 308,828 km Voltes: 61 Guanyador 2017: Lewis Hamilton - Mercedes        | Resultats complerts |                  |                  |                  |                  |
| 16    | 28, 29 y 30 de setembre       | Gran Premi de Rússia Circuit urbà de Sotxi Longitud: 304,350 km Voltes: 53 Guanyador 2017: Valtteri Bottas - Mercedes              |                     | Lliures 1        | Sebastian Vettel | Guanyador        | Lewis Hamilton   |
| 16    | 28, 29 y 30 de setembre       | Gran Premi de Rússia Circuit urbà de Sotxi Longitud: 304,350 km Voltes: 53 Guanyador 2017: Valtteri Bottas - Mercedes              | Lliures 2           | Lewis Hamilton   | 2n lloc          | Valtteri Bottas  |                  |
| 16    | 28, 29 y 30 de setembre       | Gran Premi de Rússia Circuit urbà de Sotxi Longitud: 304,350 km Voltes: 53 Guanyador 2017: Valtteri Bottas - Mercedes              | Libres 3            | Lewis Hamilton   | 3r lloc          | Sebastian Vettel |                  |
| 16    | 28, 29 y 30 de setembre       | Gran Premi de Rússia Circuit urbà de Sotxi Longitud: 304,350 km Voltes: 53 Guanyador 2017: Valtteri Bottas - Mercedes              | Pole position       | Valtteri Bottas  | Volta ràpida     | Valtteri Bottas  |                  |
| 16    | 28, 29 y 30 de setembre       | Gran Premi de Rússia Circuit urbà de Sotxi Longitud: 304,350 km Voltes: 53 Guanyador 2017: Valtteri Bottas - Mercedes              | Resultats complerts |                  |                  |                  |                  |
| 17    | 5, 6 i 7 d'octubre            | Gran Premi del Japó Circuit de Suzuka Longitud: 307,471 km Voltes: 53 Guanyador 2017: Lewis Hamilton - Mercedes                    |                     | Lliures 1        | Lewis Hamilton   | Guanyador        | Lewis Hamilton   |
| 17    | 5, 6 i 7 d'octubre            | Gran Premi del Japó Circuit de Suzuka Longitud: 307,471 km Voltes: 53 Guanyador 2017: Lewis Hamilton - Mercedes                    | Lliures 2           | Lewis Hamilton   | 2n lloc          | Valtteri Bottas  |                  |
| 17    | 5, 6 i 7 d'octubre            | Gran Premi del Japó Circuit de Suzuka Longitud: 307,471 km Voltes: 53 Guanyador 2017: Lewis Hamilton - Mercedes                    | Lliures 3           | Lewis Hamilton   | 3r lloc          | Max Verstappen   |                  |
| 17    | 5, 6 i 7 d'octubre            | Gran Premi del Japó Circuit de Suzuka Longitud: 307,471 km Voltes: 53 Guanyador 2017: Lewis Hamilton - Mercedes                    | Pole position       | Lewis Hamilton   | Volta ràpida     | Sebastian Vettel |                  |
| 17    | 5, 6 i 7 d'octubre            | Gran Premi del Japó Circuit de Suzuka Longitud: 307,471 km Voltes: 53 Guanyador 2017: Lewis Hamilton - Mercedes                    | Resultats complerts |                  |                  |                  |                  |
| 18    | 19, 20 i 21 d'octubre         | Gran Premi dels Estats Units Circuit de les Américas Longitud: 308,896 km Voltes: 56 Guanyador 2017: Lewis Hamilton - Mercedes     |                     | Lliures 1        | Lewis Hamilton   | Guanyador        | Kimi Räikkönen   |
| 18    | 19, 20 i 21 d'octubre         | Gran Premi dels Estats Units Circuit de les Américas Longitud: 308,896 km Voltes: 56 Guanyador 2017: Lewis Hamilton - Mercedes     | Lliures 2           | Lewis Hamilton   | 2n lloc          | Max Verstappen   |                  |
| 18    | 19, 20 i 21 d'octubre         | Gran Premi dels Estats Units Circuit de les Américas Longitud: 308,896 km Voltes: 56 Guanyador 2017: Lewis Hamilton - Mercedes     | Lliures 3           | Sebastian Vettel | 3r lloc          | Lewis Hamilton   |                  |
| 18    | 19, 20 i 21 d'octubre         | Gran Premi dels Estats Units Circuit de les Américas Longitud: 308,896 km Voltes: 56 Guanyador 2017: Lewis Hamilton - Mercedes     | Pole position       | Lewis Hamilton   | Volta ràpida     | Lewis Hamilton   |                  |
| 18    | 19, 20 i 21 d'octubre         | Gran Premi dels Estats Units Circuit de les Américas Longitud: 308,896 km Voltes: 56 Guanyador 2017: Lewis Hamilton - Mercedes     | Resultats complerts |                  |                  |                  |                  |
| 19    | 26, 27 i 28 d'octubre         | Gran Premi de Mèxic Autódromo Hermanos Rodríguez Longitud: 305,409 km Voltes: 71 Guanyador 2017: Max Verstappen - Red Bull         |                     | Lliures 1        | Max Verstappen   | Guanyador        | Max Verstappen   |
| 19    | 26, 27 i 28 d'octubre         | Gran Premi de Mèxic Autódromo Hermanos Rodríguez Longitud: 305,409 km Voltes: 71 Guanyador 2017: Max Verstappen - Red Bull         | Lliures 2           | Max Verstappen   | 2n lloc          | Sebastian Vettel |                  |
| 19    | 26, 27 i 28 d'octubre         | Gran Premi de Mèxic Autódromo Hermanos Rodríguez Longitud: 305,409 km Voltes: 71 Guanyador 2017: Max Verstappen - Red Bull         | Lliures 3           | Max Verstappen   | 3r lloc          | Kimi Räikkönen   |                  |
| 19    | 26, 27 i 28 d'octubre         | Gran Premi de Mèxic Autódromo Hermanos Rodríguez Longitud: 305,409 km Voltes: 71 Guanyador 2017: Max Verstappen - Red Bull         | Pole position       | Daniel Ricciardo | Volta ràpida     | Valtteri Bottas  |                  |
| 19    | 26, 27 i 28 d'octubre         | Gran Premi de Mèxic Autódromo Hermanos Rodríguez Longitud: 305,409 km Voltes: 71 Guanyador 2017: Max Verstappen - Red Bull         | Resultats complerts |                  |                  |                  |                  |
| 20    | 9, 10 i 11 de novembre        | Gran Premi del Brasil Autódromo José Carlos Pace Longitud: 305,909 km Voltes: 71 Guanyador 2017: Sebastian Vettel - Ferrari        |                     | Lliures 1        | Max Verstappen   | Guanyador        | Lewis Hamilton   |
| 20    | 9, 10 i 11 de novembre        | Gran Premi del Brasil Autódromo José Carlos Pace Longitud: 305,909 km Voltes: 71 Guanyador 2017: Sebastian Vettel - Ferrari        | Lliures 2           | Valtteri Bottas  | 2n lloc          | Max Verstappen   |                  |
| 20    | 9, 10 i 11 de novembre        | Gran Premi del Brasil Autódromo José Carlos Pace Longitud: 305,909 km Voltes: 71 Guanyador 2017: Sebastian Vettel - Ferrari        | Lliures 3           | Sebastian Vettel | 3r lloc          | Kimi Räikkönen   |                  |
| 20    | 9, 10 i 11 de novembre        | Gran Premi del Brasil Autódromo José Carlos Pace Longitud: 305,909 km Voltes: 71 Guanyador 2017: Sebastian Vettel - Ferrari        | Pole position       | Lewis Hamilton   | Volta ràpida     | Valtteri Bottas  |                  |
| 20    | 9, 10 i 11 de novembre        | Gran Premi del Brasil Autódromo José Carlos Pace Longitud: 305,909 km Voltes: 71 Guanyador 2017: Sebastian Vettel - Ferrari        | Resultats complerts |                  |                  |                  |                  |
| 21    | 23, 24 i 25 de novembre       | Gran Premi d'Abu Dhabi Circuit Yas Marina Longitud: 305,355 km Voltes: 55 Guanyador 2017: Valtteri Bottas- Mercedes                |                     | Lliures 1        | Max Verstappen   | Guanyador        | Lewis Hamilton   |
| 21    | 23, 24 i 25 de novembre       | Gran Premi d'Abu Dhabi Circuit Yas Marina Longitud: 305,355 km Voltes: 55 Guanyador 2017: Valtteri Bottas- Mercedes                | Lliures 2           | Valtteri Bottas  | 2n lloc          | Sebastian Vettel |                  |
| 21    | 23, 24 i 25 de novembre       | Gran Premi d'Abu Dhabi Circuit Yas Marina Longitud: 305,355 km Voltes: 55 Guanyador 2017: Valtteri Bottas- Mercedes                | Lliures 3           | Lewis Hamilton   | 3r lloc          | Max Verstappen   |                  |
| 21    | 23, 24 i 25 de novembre       | Gran Premi d'Abu Dhabi Circuit Yas Marina Longitud: 305,355 km Voltes: 55 Guanyador 2017: Valtteri Bottas- Mercedes                | Pole position       | Lewis Hamilton   | Volta ràpida     | Sebastian Vettel |                  |
| 21    | 23, 24 i 25 de novembre       | Gran Premi d'Abu Dhabi Circuit Yas Marina Longitud: 305,355 km Voltes: 55 Guanyador 2017: Valtteri Bottas- Mercedes                | Resultats complerts |                  |                  |                  |                  |

Font: F1.com

## Puntuacions
| Posició | 1r. | 2n. | 3r. | 4º | 5º | 6º | 7º | 8º | 9º | 10º |
| Punts   | 25  | 18  | 15  | 12 | 10 | 8  | 6  | 4  | 2  | 1   |

### Campionat de Pilots
| Pos. | Núm | Pilot             | AUS | BHR | CHN | AZE | ESP | MON | CAN | FRA | AUT | GBR | ALE | HON | BEL | ITA | SIN | RUS | JPN | USA | MEX | BRA | ABU | Punts |
| ---- | --- | ----------------- | --- | --- | --- | --- | --- | --- | --- | --- | --- | --- | --- | --- | --- | --- | --- | --- | --- | --- | --- | --- | --- | ----- |
| 1    | 44  | Lewis Hamilton    | 2   | 3   | 4   | 1   | 1   | 3   | 5   | 1   | Ret | 2   | 1   | 1   | 2   | 1   | 1   | 1   | 1   | 3   | 4   | 1   | 1   | 408   |
| 2    | 5   | Sebastian Vettel  | 1   | 1   | 8   | 4   | 4   | 2   | 1   | 5   | 3   | 1   | Ret | 2   | 1   | 4   | 3   | 3   | 6   | 4   | 2   | 6   | 2   | 320   |
| 3    | 7   | Kimi Räikkönen    | 3   | Ret | 3   | 2   | Ret | 4   | 6   | 3   | 2   | 3   | 3   | 3   | Ret | 2   | 5   | 4   | 5   | 1   | 3   | 3   | Ret | 251   |
| 4    | 33  | Max Verstappen    | 6   | Ret | 5   | Ret | 3   | 9   | 3   | 2   | 1   | 15† | 4   | Ret | 3   | 5   | 2   | 5   | 3   | 2   | 1   | 2   | 3   | 248   |
| 5    | 77  | Valtteri Bottas   | 8   | 2   | 2   | 14  | 2   | 5   | 2   | 7   | Ret | 4   | 2   | 5   | 4   | 3   | 4   | 2   | 2   | 5   | 5   | 5   | 5   | 247   |
| 6    | 3   | Daniel Ricciardo  | 4   | Ret | 1   | Ret | 5   | 1   | 4   | 4   | Ret | 5   | Ret | 4   | Ret | Ret | 6   | 6   | 4   | Ret | Ret | 4   | 4   | 170   |
| 7    | 27  | Nico Hülkenberg   | 7   | 6   | 6   | Ret | Ret | 8   | 7   | 9   | Ret | 6   | 5   | 12  | Ret | 13  | 10  | 12  | Ret | 6   | 6   | Ret | Ret | 69    |
| 8    | 11  | Sergio Pérez      | 11  | 16  | 12  | 3   | 9   | 12  | 14  | Ret | 7   | 10  | 7   | 14  | 5   | 7   | 17  | 10  | 7   | 8   | Ret | 10  | 8   | 62    |
| 9    | 20  | Kevin Magnussen   | Ret | 5   | 10  | 13  | 6   | 13  | 13  | 6   | 5   | 9   | 11  | 7   | 8   | 16  | 18  | 8   | Ret | DSQ | 15  | 9   | 10  | 56    |
| 10   | 55  | Carlos Sainz Jr   | 10  | 11  | 9   | 5   | 7   | 10  | 8   | 8   | 12  | Ret | 12  | 9   | 11  | 8   | 8   | 17  | 10  | 7   | Ret | 12  | 6   | 53    |
| 11   | 14  | Fernando Alonso   | 5   | 7   | 7   | 7   | 8   | Ret | Ret | 16† | 8   | 8   | 16† | 8   | Ret | Ret | 7   | 14  | 14  | Ret | Ret | 16  | 11  | 50    |
| 12   | 31  | Esteban Ocon      | 12  | 10  | 11  | Ret | Ret | 6   | 9   | Ret | 6   | 7   | 8   | 13  | 6   | 6   | Ret | 9   | 9   | DSQ | 11  | 15  | Ret | 49    |
| 13   | 16  | Charles Leclerc   | 13  | 12  | 19  | 6   | 10  | 18† | 10  | 10  | 9   | Ret | 15  | Ret | Ret | 11  | 9   | 7   | Ret | Ret | 7   | 7   | 7   | 39    |
| 14   | 8   | Romain Grosjean   | Ret | 13  | 17  | Ret | Ret | 15  | 12  | 11  | 4   | Ret | 6   | 10  | 7   | DSQ | 13  | 11  | 8   | Ret | 16  | 8   | 9   | 37    |
| 15   | 10  | Pierre Gasly      | Ret | 4   | 18  | 12  | Ret | 7   | 11  | Ret | 11  | 13  | 14  | 6   | 9   | 14  | 14  | Ret | 11  | 12  | 10  | 13  | Ret | 29    |
| 16   | 2   | Stoffel Vandoorne | 9   | 8   | 13  | 9   | Ret | 14  | 16  | 12  | 15† | 11  | 13  | Ret | 15  | 12  | 12  | 16  | 15  | 11  | 8   | 14  | 14  | 12    |
| 17   | 9   | Marcus Ericsson   | Ret | 9   | 16  | 11  | 13  | 11  | 15  | 13  | 10  | Ret | 9   | 15  | 10  | 15  | 11  | 13  | 12  | 10  | 9   | Ret | Ret | 9     |
| 18   | 18  | Lance Stroll      | 14  | 14  | 14  | 8   | 11  | 17  | Ret | 17† | 13  | 12  | Ret | 17  | 13  | 9   | 15  | 15  | 17  | 14  | 12  | 18  | 13  | 6     |
| 19   | 28  | Brendon Hartley   | 15  | 17  | 20† | 10  | 12  | 19† | Ret | 14  | Ret | Ret | 10  | 11  | 14  | Ret | 16  | Ret | 13  | 9   | 14  | 11  | 12  | 4     |
| 20   | 35  | Sergey Sirotkin   | Ret | 15  | 15  | Ret | 14  | 16  | 17  | 15  | 14  | 14  | Ret | 16  | 12  | 10  | 19  | 18  | 16  | 13  | 13  | 17  | 15  | 1     |
| Pos. | Núm | Pilot             | AUS | BHR | CHN | AZE | ESP | MON | CAN | FRA | AUT | GBR | ALE | HON | BEL | ITA | SIN | RUS | JPN | USA | MEX | BRA | ABU | Punts |

| Color   | Resultat                       |
| ------- | ------------------------------ |
| Or      | Guanyador                      |
| Argent  | 2n lloc                        |
| Bronze  | 3r lloc                        |
| Verd    | Va acabar sumant punts         |
| Blau    | Va acabar sense sumar punts    |
| Blau    | No classificat (NC)            |
| Porpra  | Es retirà (Ret o DNF)          |
| Vermell | No qualificat (NQ o DNQ)       |
| Vermell | No pre-qualificat (NPQ o DNPQ) |
| Negre   | Desqualificat (DSQ)            |
| Blanc   | No va començar (NVC o DNS)     |
| Blanc   | Abandonà (AB o WD)             |
| Blanc   | Retirat per lesió (LES)        |
| Blanc   | Cursa cancel·lada (C)          |
| Gris    | No va entrenar (NE o DNP)      |
| Gris    | No va arribar (NA o DNA)       |
| Gris    | Exclòs (EX)                    |

### Estadístiques del Campionat de Pilots
| Pos. | Pilot             | Escuderia   | Grans Premis | Victòries | Podis | Poles | Voltes ràpides | Voltes liderades | Punts |
| ---- | ----------------- | ----------- | ------------ | --------- | ----- | ----- | -------------- | ---------------- | ----- |
| 1    | Lewis Hamilton    | Mercedes    | 21 (21)      | 11        | 17    | 11    | 3              | 458              | 408   |
| 2    | Sebastian Vettel  | Ferrari     | 21 (21)      | 5         | 12    | 5     | 3              | 345              | 320   |
| 3    | Kimi Räikkönen    | Ferrari     | 21 (21)      | 1         | 12    | 1     | 1              | 92               | 251   |
| 4    | Max Verstappen    | Red Bull    | 21 (21)      | 2         | 10    |       | 2              | 169              | 249   |
| 5    | Valtteri Bottas   | Mercedes    | 21 (21)      |           | 8     | 2     | 6              | 84               | 247   |
| 6    | Daniel Ricciardo  | Red Bull    | 21 (21)      | 2         | 2     | 2     | 4              | 116              | 170   |
| 7    | Nico Hülkenberg   | Renault     | 21 (21)      |           |       |       |                |                  | 69    |
| 8    | Sergio Pérez      | Force Índia | 21 (21)      |           | 1     |       |                |                  | 62    |
| 9    | Kevin Magnussen   | Haas        | 21 (21)      |           |       |       | 1              |                  | 56    |
| 10   | Carlos Sainz Jr.  | Renault     | 21 (21)      |           |       |       |                |                  | 53    |
| 11   | Fernando Alonso   | McLaren     | 21 (21)      |           |       |       |                |                  | 50    |
| 12   | Esteban Ocon      | Force Índia | 21 (21)      |           |       |       |                |                  | 49    |
| 13   | Charles Leclerc   | Sauber      | 21 (21)      |           |       |       |                |                  | 39    |
| 14   | Romain Grosjean   | Haas        | 21 (21)      |           |       |       |                |                  | 37    |
| 15   | Pierre Gasly      | Toro Rosso  | 21 (21)      |           |       |       |                |                  | 29    |
| 16   | Stoffel Vandoorne | McLaren     | 21 (21)      |           |       |       |                |                  | 12    |
| 17   | Marcus Ericsson   | Sauber      | 21 (21)      |           |       |       |                |                  | 9     |
| 18   | Lance Stroll      | Williams    | 21 (21)      |           |       |       |                |                  | 6     |
| 19   | Brendon Hartley   | Toro Rosso  | 21 (21)      |           |       |       |                |                  | 4     |
| 20   | Sergey Sirotkin   | Williams    | 21 (21)      |           |       |       |                |                  | 1     |

Font: F1.com

### Campionat de Constructors
| Pos. | Constructor            | Núm | AUS | BHR | CHN | AZE | ESP | MON | CAN | FRA | AUT | GBR | ALE | HON | BEL | ITA | SIN | RUS | JPN | USA | MEX | BRA | ABU | Punts   |
| ---- | ---------------------- | --- | --- | --- | --- | --- | --- | --- | --- | --- | --- | --- | --- | --- | --- | --- | --- | --- | --- | --- | --- | --- | --- | ------- |
| 1    | Mercedes               | 44  | 2   | 3   | 4   | 1   | 1   | 3   | 5   | 1   | Ret | 2   | 1   | 1   | 2   | 1   | 1   | 1   | 1   | 3   | 4   | 1   | 1   | 655     |
| 1    | Mercedes               | 77  | 8   | 2   | 2   | 14† | 2   | 5   | 2   | 7   | Ret | 4   | 2   | 5   | 4   | 3   | 4   | 2   | 2   | 5   | 5   | 5   | 5   | 655     |
| 2    | Ferrari                | 5   | 1   | 1   | 8   | 4   | 4   | 2   | 1   | 5   | 3   | 1   | Ret | 2   | 1   | 4   | 3   | 3   | 6   | 4   | 2   | 6   | 2   | 571     |
| 2    | Ferrari                | 7   | 3   | Ret | 3   | 2   | Ret | 4   | 6   | 3   | 2   | 3   | 3   | 3   | Ret | 2   | 5   | 4   | 5   | 1   | 3   | 3   | Ret | 571     |
| 3    | Red Bull-TAG Heuer     | 3   | 4   | Ret | 1   | Ret | 5   | 1   | 4   | 4   | Ret | 5   | Ret | 4   | Ret | Ret | 6   | 6   | 4   | Ret | Ret | 4   | 4   | 419     |
| 3    | Red Bull-TAG Heuer     | 33  | 6   | Ret | 5   | Ret | 3   | 9   | 3   | 2   | 1   | 15† | 4   | Ret | 3   | 5   | 2   | 5   | 3   | 2   | 1   | 2   | 3   | 419     |
| 4    | Renault                | 27  | 7   | 6   | 6   | Ret | Ret | 8   | 7   | 9   | Ret | 6   | 5   | 12  | Ret | 13  | 10  | 12  | Ret | 6   | 6   | Ret | Ret | 122     |
| 4    | Renault                | 55  | 10  | 11  | 9   | 5   | 7   | 10  | 8   | 8   | 12  | Ret | 12  | 9   | 11  | 8   | 8   | 17  | 10  | 7   | Ret | 12  | 6   | 122     |
| 5    | Haas-Ferrari           | 8   | Ret | 13  | 17  | Ret | Ret | 15  | 12  | 11  | 4   | Ret | 6   | 10  | 7   | DSQ | 13  | 11  | 8   | Ret | 16  | 8   | 9   | 93      |
| 5    | Haas-Ferrari           | 20  | Ret | 5   | 10  | 13  | 6   | 13  | 13  | 6   | 5   | 9   | 11  | 7   | 8   | 16  | 18  | 8   | Ret | DSQ | 15  | 9   | 10  | 93      |
| 6    | McLaren-Renault        | 2   | 9   | 8   | 13  | 9   | Ret | 14  | 16  | 12  | 15† | 11  | 13  | Ret | 15  | 12  | 12  | 16  | 15  | 13  | 8   | 14  | 14  | 62      |
| 6    | McLaren-Renault        | 14  | 5   | 7   | 7   | 7   | 8   | Ret | Ret | 16† | 8   | 8   | 16† | 8   | Ret | Ret | 7   | 14  | 14  | Ret | Ret | 16  | 11  | 62      |
| 7    | Force Índia - Mercedes | 11  |     |     |     |     |     |     |     |     |     |     |     |     | 5   | 7   | 16  | 10  | 7   | 8   | Ret | 8   | 8   | 52      |
| 7    | Force Índia - Mercedes | 31  |     |     |     |     |     |     |     |     |     |     |     |     | 6   | 6   | Ret | 9   | 9   | DSQ | 11  | 15  | Ret | 52      |
| 8    | Sauber-Ferrari         | 9   | Ret | 9   | 16  | 11  | 13  | 11  | 15  | 13  | 10  | Ret | 9   | 15  | 10  | 15  | 11  | 13  | 12  | 10  | 9   | Ret | Ret | 48      |
| 8    | Sauber-Ferrari         | 16  | 13  | 12  | 19  | 6   | 10  | 18† | 10  | 10  | 9   | Ret | 15  | Ret | Ret | 11  | 9   | 7   | Ret | Ret | 7   | 7   | 7   | 48      |
| 9    | Toro Rosso-Honda       | 10  | Ret | 4   | 18  | 12  | Ret | 7   | 11  | Ret | 11  | 13  | 14  | 6   | 9   | 14  | 14  | Ret | 11  | 14  | 10  | 13  | Ret | 33      |
| 9    | Toro Rosso-Honda       | 28  | 15  | 17  | 20† | 10  | 12  | 19† | Ret | 14  | Ret | Ret | 10  | 11  | 14  | Ret | 17  | Ret | 13  | 9   | 14  | 11  | 12  | 33      |
| 10   | Williams-Mercedes      | 18  | 14  | 14  | 14  | 8   | 11  | 17  | Ret | 17† | 14  | 12  | Ret | 17  | 13  | 9   | 15  | 15  | 17  | 16  | 12  | 18  | 13  | 7       |
| 10   | Williams-Mercedes      | 35  | Ret | 15  | 15  | Ret | 14  | 16  | 17  | 15  | 13  | 14  | Ret | 16  | 12  | 10  | 19  | 18  | 16  | 15  | 13  | 17  | 15  | 7       |
| EX   | Force Índia-Mercedes   | 11  | 11  | 16  | 12  | 3   | 9   | 12  | 14  | Ret | 7   | 10  | 7   | 14  |     |     |     |     |     |     |     |     |     | 0* (59) |
| EX   | Force Índia-Mercedes   | 31  | 12  | 10  | 11  | Ret | Ret | 6   | 9   | Ret | 6   | 7   | 8   | 13  |     |     |     |     |     |     |     |     |     | 0* (59) |
| Pos. | Constructor            | Núm | AUS | BHR | CHN | AZE | ESP | MON | CAN | FRA | AUT | GBR | ALE | HON | BEL | ITA | SIN | RUS | JPN | USA | MEX | BRA | ABU | Punts   |

| Color   | Resultat                       |
| ------- | ------------------------------ |
| Or      | Guanyador                      |
| Argent  | 2n lloc                        |
| Bronze  | 3r lloc                        |
| Verd    | Va acabar sumant punts         |
| Blau    | Va acabar sense sumar punts    |
| Blau    | No classificat (NC)            |
| Porpra  | Es retirà (Ret o DNF)          |
| Vermell | No qualificat (NQ o DNQ)       |
| Vermell | No pre-qualificat (NPQ o DNPQ) |
| Negre   | Desqualificat (DSQ)            |
| Blanc   | No va començar (NVC o DNS)     |
| Blanc   | Abandonà (AB o WD)             |
| Blanc   | Retirat per lesió (LES)        |
| Blanc   | Cursa cancel·lada (C)          |
| Gris    | No va entrenar (NE o DNP)      |
| Gris    | No va arribar (NA o DNA)       |
| Gris    | Exclòs (EX)                    |

### Estadístiques del Campionat de Constructors
| Pos. | Constructor | Xassís | Motor     | Grans Premis | Victòries | Podis | Poles | Voltes ràpides | Voltes liderades | Punts   |
| ---- | ----------- | ------ | --------- | ------------ | --------- | ----- | ----- | -------------- | ---------------- | ------- |
| 1    | Mercedes    | F1 W09 | Mercedes  | 21 (21)      | 11        | 25    | 13    | 10             | 542              | 655     |
| 2    | Ferrari     | SF71H  | Ferrari   | 21 (21)      | 6         | 24    | 6     | 4              | 438              | 571     |
| 3    | Red Bull    | RB14   | TAG Heuer | 21 (21)      | 4         | 13    | 2     | 6              | 285              | 419     |
| 4    | Renault     | R.S.18 | Renault   | 21 (21)      |           |       |       |                |                  | 122     |
| 5    | Haas        | VF-18  | Ferrari   | 21 (21)      |           |       |       | 1              |                  | 93      |
| 6    | McLaren     | MCL33  | Renault   | 21 (21)      |           |       |       |                |                  | 62      |
| 7    | Force Índia | VJM11  | Mercedes  | 9 (9)        |           |       |       |                |                  | 52      |
| 8    | Sauber      | C37    | Ferrari   | 21 (21)      |           |       |       |                |                  | 48      |
| 9    | Toro Rosso  | STR13  | Honda     | 21 (21)      |           |       |       |                |                  | 33      |
| 10   | Williams    | FW41   | Mercedes  | 21 (21)      |           |       |       |                |                  | 7       |
| 11   | Force Índia | VJM11  | Mercedes  | 12 (12)      |           | 1     |       |                |                  | 0* (59) |

* El consorci Racing Point va decidir adquirir Sahara Force Índia el 7 d'agost. En tenir problemes amb les llicències, abans del GP de Bèlgica, la FIA va decidir excloure del campionat a Sahara Force Índia per acceptar com a nou equip a Racing Point Force Índia, que partiria sense cap de les puntuacions anteriorment aconseguides per l'equip indi. 